# Evening Shade (Arkansas)
Evening Shade è una città degli Stati Uniti d'America situata nello Stato dell'Arkansas, nella Contea di Sharp.

## Nei media
La serie televisiva omonima degli anni novanta è ambientata a Evening Shade.